# Michael Erici Helsingius
Michael Erici Helsingius, född okänt år i Hälsingland, död efter 1578 troligen i Falun, var en svensk präst och riksdagsman.

## Biografi
Michael Erici Helsingius kom av namnet att döma från Hälsingland. Han uppges ha varit kyrkoherde i  Stora Kopparbergs församling i 50 år, vilket ger vid handen att han borde ha tillträtt omkring 1528. I handlingarna nämns han första gången 1546. Han var undertecknare vid riksdagarna 1547 och 1569. 1576 benämns han kontraktsprost.
Han var far till Johannes Michaelis Cuprimontanus och Michael Michaelis Cuprimontanus, vars dotterdotter blev stammoder till ätterna Swedenborg och Schönström.